# Ivan Korčok
Ivan Korok (4 de abril de 1964) é um político eslovaco. Desde 21 de março de 2020 é ministro dos Negócios Estrangeiros da Eslováquia, no gabinete do primeiro-ministro IgorMatovič. Estudou comércio na Universidade Comenius em Bratislava. Foi embaixador da Eslováquia na Alemanha de 2005 a 2019, representante permanente da Eslováquia na União Europeia de 2009 a 2015 e embaixador nos Estados Unidos de 2018 a 2020.
Até 2004, foi um dos 105 membros da Convenção sobre o Futuro da Europa responsável pela elaboração do Tratado que estabelece uma Constituição para a Europa, representando o governo eslovaco. Foi membro da Convenção Europeia, onde substituiu Ján Figeľ entre 2002 e 2005.